# Cantone di Buzançais
Il Cantone di Buzançais è una divisione amministrativa dell'arrondissement di Châteauroux.
A seguito della riforma approvata con decreto del 18 febbraio 2014, che ha avuto attuazione dopo le elezioni dipartimentali del 2015, è passato da 11 a 20 comuni.

## Composizione
Gli 11 comuni facenti parte prima della riforma del 2014 erano:
- Argy
- Buzançais
- La Chapelle-Orthemale
- Chezelles
- Méobecq
- Neuillay-les-Bois
- Saint-Genou
- Saint-Lactencin
- Sougé
- Vendœuvres
- Villedieu-sur-Indre

Dal 2015 i comuni appartenenti al cantone sono i seguenti 20:
- Argy
- Arpheuilles
- Buzançais
- La Chapelle-Orthemale
- Châtillon-sur-Indre
- Chezelles
- Cléré-du-Bois
- Clion
- Fléré-la-Rivière
- Murs
- Niherne
- Palluau-sur-Indre
- Saint-Cyran-du-Jambot
- Saint-Genou
- Saint-Lactencin
- Saint-Maur
- Saint-Médard
- Sougé
- Le Tranger
- Villedieu-sur-Indre